# Милитаризам
Милитаризам је оријентација одржавања јаких војних снага њихове припремљености и мотивисаности и, једним делом, становништва за ратно стање. Милитаризам се посебно изражава кроз оријентацију да се војна опција искористи пре него што су остале опције исцрпљене.
Милитаризам је схватање владе или народа да држава треба одржавати јаку војну моћ, те да је треба користити агресивно, не би ли проширила своје националне интересе и/или вредности. Такође може да се односи и на глорификацију војске и идеала професионалног војног сталежа и на „доминантни статус оружаних снага у администрацији или политици једне државе”.
Милитаризам је служио као значајан елемент империјалистичких или експанзионистичких идеологија неколико нација кроз историју. Виђенији примери укључују античко Асирско царство, грчки полис Спарте, Римско царство, нацију Астека, Прушко краљевство, Хабзбуршку монархију, Отоманско царство, Јапан у царском добу, Совјетски Савез, нацистичку Немачку, Италију за време владавине Бенита Мусолинија, Немачко царство, Британско царство, као и прво Француско царство под вођством Наполеона.

## По нацијама

### Немачка
Корени немачког милитаризма могу се препознати у Пруској деветнаестог века и уследелим уједињењима Немачке под пруским вођством. Након што је Наполеон Бонапарта покорио Пруску 1806. године, један од услова примирја било је да Пруска мора редуковати своју војску на не више од 42 хиљаде војника. Како би се осигурао да његова држава у будућности неће бити тако лако покорена поново, краљ Пруске је школовао договорени број војника у трајању једне године, након чега би распустио ту групу, формирао нову и поновио исто следеће године. На тај начин, у року од 10 година, успео је да формира војску од 420 000 људи који су прошли кроз барем једногодишњу војну обуку. Официри војске били су готово потпуно извучени из племства које је поседовало земљу. Резултат је био да је постепено изграђена велика класа професионалних официра с једне стране, и много већи број обичних војника с друге стране. Људи који су се пријавили били су условљени да без поговора поштују све команде официра, стварајући културу поштовања разлика у класи.
Овај систем је довео до неколико последица. Будући да је официрска класа такође опремала већину службеника за цивилно управљање земљом, интереси војске су се практично поистоветили са интересима земље као целине. Друга последица је била да је владајућа класа желела да настави систем који им је дао толико моћи над обичним људима, доприносећи сталном утицају земљопоседника у Пруској (јункерима).
Милитаризам у Немачкој наставио се након Првог светског рата и пада Немачке монархије. У време периода Wеимар Републике (1919—1933), Кап Пуч, покушај пуча против владе, покренули су незадовољни припадници оружаних снага. Након овог догађаја, неки од радикалнијих милитариста и националиста, разочарани неуспешним пучем, придружили су се Националсоцијалистичкој странци, док су умеренији елементи милитаризма утихнули. Трећи рајх је била строго милитаристичка држава. Након њеног пада 1945, милитаризам у Немачкој је драматично опао као последица периода нацизма.
Федерална република Немачка данас одржава велику, модерну војску и њено министарство одбране има један од највећих буџета на свету, упркос чињеници да је тај буџет еквивалентан 1,5% Немачког БДП-а, као и томе да је просечан буџет министарства одбране државама које чине НАТО 2% БДП-а.

### Индија
Пораст милитаризма у Индији датира још из времена британске владавине, са оснивањем неколико индијских организација за независност, као што је Индијска национална армија на челу са Субхас Чандра Босе. Индијска национална армија (ИНА) одиграла је кључну улогу у притиску на британску власт након што је заузела Андаманска и Никобарска острва уз помоћ царског Јапана, али је покрет утихнуо због недостатка подршке индијског националног конгреса, битке за Импхал, и Босеове изненадне смрти.
Након што је Индија 1947. стекла независност, напетост са суседним Пакистаном због спора око Кашмира, а и друга питања, навела су индијску владу да појача војну приправност. Након кинеско-индијског рата, 1962. године, Индија је драматично проширила своју војну снагу која је помогла Индији да победи у Индо-пакистанском рату, 1971. Индија је постала друга азијска земља у свету која поседује нуклеарно оружје, што је кулминирало тестовима из 1998. године. Кашмирски побуњеници и недавни догађаји, укључујући каргилски рат против Пакистана, доказали су да је индијска влада остала доследна идеји војне експанзије.
Последњих година влада је повећала војне издатке у свим гранама војске и покренула је убрзани програм модернизације.

### Израел
Бројни арапско-израелски сукоби од доношења Декларације о оснивању државе створили су потребу да до изражаја дође стаменост одбране у политици и цивилном друштву, што је довело до тога да су многи бивши високи војни лидери Израела постали највиши политичари. (пример: Јицак Рабин, Аријел Шарон, Езер Вајцман, Ехуд Барак, Шаул Мофаз, Моше Дајан, Јицак Мордечаи и Амрам Митзна).

### Јапан
Паралелно са немачким милитаризмом 20. века, јапански милитаризам почео је низом догађаја којима је војска добила на значају у одређивању јапанских планова. То је било присутно у јапанском периоду Сенгоку из 15. века (или Доба Ратних држава), где су моћне вође, познатији као самураји, имали значајну улогу у јапанској политици. Јапански милитаризам је дубоко укорењен у древној самурајској традицији, вековима пре модернизације Јапана. Иако је милитаристичка филозофија била својствена шогунатима, националистички стил милитаризма развио се након обнове Меиџија, која је вратила цару престо и започела Јапанско царство. Пример је Царска наредба из 1882. за војнике и морнаре, којом се позивају сви припадници оружаних снага на апсолутну личну лојалност према цару.
У 20. веку (отприлике двадесетих година 20. века), два фактора су допринела снази војске и хаосу у његовим редовима. Један је био Закон о кабинету, којим се захтевало дасе формира царска јапанска војска (ИЈА) и империјална јапанска морнарица (ИЈН). То је у суштини дало војну моћ вета над формирањем било ког кабинета у наизглед парламентарној земљи. Други фактор је био гекокужо, или институционализована непослушност млађих официра. Није било неуобичајено да радикални млађи официри форсирају своје циљеве, до те мере да би убијали своје надређене. Овај феномен је 1936. године довео до инцидента 26. фебруара, у којем су млађи официри покушали да изврше државни удар и у којем су убили водеће чланове јапанске владе. Побуна је разљутила цара Хирохита и наредио је сузбијање пуча, које су успешно спровели лојални припадници војске.
1930-их, Велика економска криза уништила је јапанску економију и дала радикалним елементима унутар јапанске војске прилику да остваре своје амбиције освајања читаве Азије. Године 1931. Кwантунгова војска (јапанска војна снага стационирана у Манџурији) организовала је инцидент у Мукдену, који је изазвао инвазију на Манџурију и њену трансформацију у јапанску марионетску државу Манчукуо. Шест година касније, инцидент на мосту Марка Пола надомак Пекинга изазвао је Други кинеско-јапански рат (1937—1945). Јапанске трупе су ушле у Кину, освајајући Пекинг, Шангај и националну престоницу Нанкинга; посљедње освајање је уследило након масакра у Нанкингу. Јапан је 1940. године ступио у савез са нацистичком Немачком и фашистичком Италијом, две сличне милитаристичке државе у Европи, и напредовао из Кине и југоисточне Азије. То је довело до интервенције Сједињених Држава, које су ставиле забрану на трговину нафте с Јапаном. Забрана је на крају убрзала напад на Перл Харбор и улазак САЂа у Други светски рат.
Године 1945, почевши са окупацијом Јапана и чишћењем свих милитаристичких утицаја јапанског друштва и политике, Јапан се предао Сједињеним Државама. Године 1947. нови устав Јапана заменио је Меиџијев устав као темељни закон земље, мењајући владавину цара парламентарном владом. Овим догађајем, јапанско царство је званично приведено крају и основана је модерна држава Јапан.

### Северна Кореја
С'н'ган (често преведен као "сонгун"), “ Пре свега војска" правац политике Северне Кореје, односи се на војну моћ као највиши приоритет земље. Ово је толико ухватило маха у ДНРК да један од пет људи служи у оружаним снагама, а војска је постала једна од највећих у свету.
Сонгун уздиже корејске народне оружане снаге у оквиру Северне Кореје као организацију и функцију државе до те мере да тамошња војска има примарну позицију у севернокорејској влади и друштву. Овај принцип усмерава домаћу политику и међународне интеракције. Он обезбеђује оквир владе, означавајући војску као "врховно складиште моћи". Он такође олакшава милитаризацију невојних сектора наглашавајући јединство војске и народа ширењем војне културе међу масама. Севернокорејска влада одобрава Корејској народној армији највиши приоритет у економији и расподели ресурса, и позиционира је као узор понашања друштву. Сонгун такође представља идеолошки концепт који стоји иза промена у правцу државне политике (од смрти Ким Ил-сунга 1994. године) којим се наглашава надмоћ народне војске над свим другим аспектима државе И којим се намећу интереси војске као приоритети обичним становницима(радницима).

### Филипини
У претколонијалној ери, филипински народ је имао властите снаге, подељене међу острвима, од којих је свака имала сопственог владара. Звали су се Сандиг (гарда), Каwал (витезови) и Танод. Поред тога су представљали И полицију, као И посматраче(чуваре) копна, обала И мора. Године 1521. висајски краљ Мацтан Лапу-Лапу из Цебуа, организовао је прву забележену војну акцију против шпанских колонизатора, у бици код Мацтана.
У 19. веку током филипинске револуције, Андрéс Бонифацио је основао Катипунан, револуционарну организацију против Шпаније у току “Плача Пугад Лаwина” (Црy оф Пугад Лаwин). Неке значајне битке биле су опсада Балера, Битка код Имуса, Битка код Кавита, Битка код Нуева Еција, победничка битка код Алапана и чувена Двострука Битка код Бинакајана и Далахикана. За време независности, председник И генерал Емилио Агуиналдо основао је Магдало, фракцију која није била повезана са Катипунаном, и прогласио Револуционарну владу уставом Прве филипинске републике.
И током Филипинско-америчког рата, генерал Антонио Луна (као високо одликовани генерал), наредио је регрутацију свим грађанима, као обавезан облик службе нацији (у било ком рату) не би ли повећао војну снагу филипинске војске.
Током Другог светског рата, Филипини су били један од учесника ( као припадник савезничких снага). Филипини су се, раме уз раме са америчким снагама, борили против војске Царевине Јапана(1942–1945) . Најзначајнија битка је победничка битка код Маниле, која се назива и "Ослобођење".
Током 1970-их председник Фердинанд Маркос прогласио је П. Д.1081 или ванредно стање, чиме су Филипини уједно претворени у гарнизон-државу. По филипинској полицији (ПЦ) и интегрираној националној полицији (ИНП), средња или средња и висока школа имају обавезан наставни план и програм за војску и национализам који представља " војну обуку за грађане" (ЦМТ) и "обуку за резервне официре" (РОТЦ). Међутим, 1986. године, када је устав промењен, овај облик Националног програма војне обуке постао је необавезан, али још представља део основног образовања.

### Турска
Милитаризам у Турској има јако дугу историју.
Отоманско царство је трајало вековима и увек се ослањало на своју војну моћ, али милитаризам није био део свакодневног живота. Међутим, постао је део свакодневног живота при оснивању модерних институција, поготову школа, које су постале део апаратуса државе када је Отоманско царство преиначено у нову државу – Републику Турску – 1923. године. Оснивачи републике били су упорни при мисији да направе промене и модернизују државу. Међутим, постојала је дубоко утемељена контрадикција у томе што је њихова модернистичка визија била ограничена њиховим војним коренима. Водећи реформатори су били сви војници и, у складу са војном традицијом, сви су веровали у ауторитет и светост државе. Јавност је такође веровала у војску. На крају крајева, војска је водила нацију кроз Ослободилачки рат (1919—1923) и спасила домовину.
Први војни пуч у историји републике је био 27. маја 1960. године, а као резултат тога два министра и турски премијер Аднан Мендерес су осуђени на смрт вешањем и нови устав је уведен, стварајући уставни суд за проверу закона које доноси парламент, као и стварање доминантно војног Савета за националну безбедност за надгледање владиних послова, слично политбироу у Совјетском Савезу. Други војни пуч се догодио 12. марта 1971. године и овог пута је само влада приморана да поднесе оставку и уведен је кабинет технократа и бирократа, без распуштања парламента.
Трећи војни пуч се догодио 12. септембра 1980. године, и резултирао је распуштањем парламента и свих политичких партија, као и наметање много ауторитарнијег устава.
Догодила је још једна војна интервенција која се звала “пост-модерни државни удар”, 28. фебруара 1997. године која је једноставно приморала владу да поднесе оставку. Последњи неуспели покушај војног пуча се догодио 15. јула 2016. године.
Уставни референдуми у 2010. и 2017. години су изменили састав и улогу Савета за националну безбедност и ставили оружане снаге под контролу цивилне владе.

### Сједињене Државе
Крајем деветнаестог и почетком 20. века, политички и војни лидери су реформисали Америчку федералну владу како би се успоставила јача централна влада од оне које је претходно постојала која је имала сврху да омогући нацији да води империјалну политику на Пацифику и на Карибима и економског милитаризма како би се подржао развој нове индустријске економије. Ова реформа је била резултат конфликта између Неохамилтонских републиканаца и Џеферсон-Џексонијанских демократа, око правилног управљања државом и усмеравања њене стране политике. Конфликт створио сукоб између присталица професионализма, заснованог на принципима пословног управљања, против оних који су фаворизовали локалну контролу лаика и политичких кандидата. Ишод овог сукоба, укључујући много професионалнију цивилну федералну службу и ојачано председништво и извршну власт, омогућио је експанзионистичку спољну политику.
Након Америчког грађанског рата, национална армија је пала у очај. Реформе засноване на разним Европским државама попут Британије, Немачке и Швајцарске су направљене тако да реагују на контролу од стране централне владе, да буду спремне на будуће конфликте и да развију префињене структуре команде и подршке. Ове реформе су довеле до развијања професионалних војних мислиоца и кадрова.
Током овог периода су идеје социјалног Дарвинизма допринеле покретању америчке прекоморске експанзије на Пацифик и Карибе. Ово је захтевало модификације за ефикаснију централну владу због додатних административних захтева (види горе).
Проширење америчке армије приликом шпанско-америчког рата се сматрало суштинским за окупацију и контролу нових територија стеченим поразом Шпаније (Гуам, Филипини, Порторико и Куба). Дотадашње ограничење по закону од 24.000 људи је проширено на 60.000 сталних војника према новом закону о војсци донесеном 2. фебруара 1901. године, уз допуштење, у то време, за проширење на 80.000 сталних војника по дискрецији председника у случајевима ванредног стања на националном нивоу.
Снаге Сједињених Држава су поново знатно увећане због Првог светског рата. Војни официри попут Џорџа С. Патона су били трајни капетани на почетку рата и примили су привремена унапређења у пуковника.
У периоду између Првог и Другог светског рата Амерички марински корпус је учествовао у сумњивим активностима у Банана ратовима у Латинској Америци. Пензионисани генерал-мајор Смедли Батлер (Смедлеy Бутлер), који је у време своје смрти био најодликованији маринац, снажно је говорио против онога што је самтрао да тежи ка фашизму и милитаризму. Батлер је информисао Конгрес о ономе што је описао као пословну заверу против војног пуча, за који је био предложен као вођа. Ствар је делимично потврђена, али права претња је оспорена. Латиноамеричке експедиције су завршене политиком Доброг Суседа из 1934. године, Френклина Д. Рузвелта.
Након Другог светског рата постојале су огромне редукције, такве да су јединице које су реаговале почетком Корејског рата под ауторитетом Уједињених нација (нпр. Оперативна Група Смит (Смитх)) биле неприпремљене, што је изазвало катастрофалан перформанс. Када је Хари С. Труман сменио Дагласа Макартура, традиција цивилне контроле је одржана и Макартур је отишао без икаквог наговештаја војног пуча.
Хладни рат је резултирао озбиљним трајним војним изградњама. Двајт Д. Ајзенхауер, пензионисани врховни командант, изабран као цивилни председник, приликом напуштања канцеларије је упозорио на развитак војно-индустријског комплекса. За време Хладног рата су се појавили многи цивилни академици и индустријски истраживачи као што су Хенри Кисинџер и Херман Кан, који су имали значајан допринос употреби војне силе. Сложеност нуклеарне стратегије и дебате око њих су допринеле стварању нове групе “одбрамбених интелектуалаца” и резервоара мисли, попут Ранд Корпорације (Ранд Цорпоратион) (где је Кан радио, заједно са другима).
Аргументовано је да су Сједињене Државе прешле у стање неомилитаризма од краја Вијетнамског рата. Овај облик милитаризма је карактеристичан по ослањању на релативно мали број добровољних бораца, јаком ослањању на сложене технологије и рационализација и експанзија владиних програма за рекламирање и регрутовање створених за промовисање војног рока.
Директни војни буџет Уједињених Држава за 2008. годину је износио 740.800.000.000 долара.

### Венецуела
Види такође: Боливарска Револуција и Боливарски Континентални Покрет
Милитаризам у Венецуели прати култ и мит Симона Боливара (Симóн Болíвар), познатог као ослободиоца Венецуеле. Већином 1800-их година Венецуелом су владали снажни, милитаристички лидери познати каокаудиљоси. Само између 1892 и 1900. године десило се шест побуна и предузето је 437 војних акција како би се добила контрола надВенецуелом. Са војском која је контролисала Венецуелу већим делом њене историје, држава је практиковала “војни етос”, а већина цивила и данас и даље верују да је војна интервенција у влади позитивна, посебно током периода кризе, а велики број венецуеланаца верује да војска ствара демократске прилике уместо да их блокира.
Велики део модерног политичког покрета који стоји иза Пете Републике Венецуеле, којом је владала боливарска влада коју је основао Хуго Чавез (Хуго Чáвез), утемељена је на праћењу боливарских и сличних милитаристичких идеала.
Чавез (Чáвез) је често користио боливарску пропаганду да велича војску, са Мануелом Анселмијем у Чавезовом делу Деца: Идеологија, образовање и друштво у Латинској Америци, који објашњава “Да би се добила идеја о значају Боливарске пропаганде као извора алтернативног политичког образовања, може се користити сведочење самог Уга Чавеза”. Чавез је објаснио како је “прочитао класике социјализма и војне теорије и проучио могућу улогу војске у демократској народној побуни”.У 1999. години, након избора Уга Чавеза за председника, писац Карлос Алберто Монтанер (Царлос Алберто Монтанер) је описао Чавеза “као новог венецуеланског каудиљоса који ће реформисати венецуеланску политику по својој вољи”.
Када је Чавез преузео моћ над Венецуелом, његов утицајник, аргентински социолог, левичар, Норберто Кересол (Норберто Цересоле) помогао је Чавезу да успостави боливарски покрет, пратећи сенку Симона Боливара, што је Кересол изјавио.
Сви ови елементи.....војни вођа постаје јак човек или глава нације, одсутност ефективности, посредничке цивилне институције, присуство важне групе “апостола” која интервенише великодушношћу и племенитошћу између маса и снажног човека,..обухвата модел промене – у стварности револуционаран модел – који је потпуно нов, иако је граничи са јасним историјским традицијама.
Према Стокхолмском међународном институту за мировна истраживања, за време Чавезовог мандата између 2004. и 2008. године, Венецуела се померила са 55. места по увозу оружја, на 18. место, добивши скоро 2 милијарде долара вредно оружје из Русије. Доминго Алберто Рангел, оснивач марксистичког венецуеланског политичког револуционарног левичарског покрета, објаснио је да је Чавезов опис покрета као “боливарског” и “социјалистичког” је био контрадикторан, тврдећи да је ово “толерисано и наставља да буде режим који је уједно и војска и милитаристички.... Они који монополизују одлуку у овом режиму су војни људи”.
Чавезов одабрано наследник, Николас Мадуро (Ницолáс Мадуро), ослањао се на војску како би одржао моћ када је изабран за ту функцију, са Луисом Мануелом Ескулпијем (Луис Мануел Есцулпи), венецуелански аналитичар безбедности, Изјавио је да је “Војска једини Мадуров извор ауторитета”. Мадуро се све више ослањао на војску током својег мандата, што је показивало да је Мадуро губио моћ како је описао професор са Амхерст колеџа, Хавиер Коралес (Јавиер Цорралес). Њујорк Тајмс (Неw Yорк Тимес) је изјавио да Мадуро више нема приход од нафте којим би купио лојалност за заштиту, већ се ослањао на повољне девизне курсеве, као и на кријумчарење хране и дроге, што “такође генерише приход” за трупе.
Венецуела пориче агресивну употребу своје војске, као што ПСУВ и боливарска идеологија тврде да су антиимперијалисти.
Од када је дошао на власт пре три године, господин Мадуро се све више ослањао на оружане снаге док је економска криза подстакла његову оцену одобравања рекордно ниско, а несташица хране је довела до пљачке... Оружане снаге су вешто потиснуле све опозиционе митинге, као и побуне због хране које се свакодневно појављују у земљи.